# 임호서원 (경산시)
임호서원 (경산시)(臨湖書院)은 대한민국 경상북도 경산시에 위치한 조선 시대의 서원이다. 1823년 창건되었으며, 이간(李幹)을 제향하고 있다.